# American Trip
« 72 heures (film) » redirige ici. Pour la série télévisée, voir 72 heures (série télévisée).
Pour plus de détails, voir Fiche technique et Distribution.
American Trip ou 72 heures au Québec (Get Him to the Greek) est un film américain réalisé par Nicholas Stoller et produit par Judd Apatow, sorti en 2010.
Il s'agit du spin-off du film Sans Sarah, rien ne va !, également réalisé par Stoller deux ans auparavant.

## Synopsis
Fraîchement diplômé, Aaron, qui travaille pour Pinnacle Record, est chargé d'accompagner Aldous Snow, rock star londonienne lors de son concert au Greek Theater de Los Angeles car ce dernier a la réputation d'être incontrôlable.

## Fiche technique
- Titre original : Get Him to the Greek
- Titre français : American Trip[1]
- Titre québécois : 72 heures
- Réalisation : Nicholas Stoller
- Scénario : Nicholas Stoller, d'après les personnages de Jason Segel
- Musique : Lyle Workman (en)
- Photographie : Robert D. Yeoman
- Montage : William Kerr et Michael Sale
- Direction artistique : Erik Polczwartek
- Décors : Jan Roelfs
- Costumes : Leesa Evans
- Production : Judd Apatow, David L. Bushell et Rodney Rothman
  - Coproduction : Jason Segel
  - Production associée : Phil Eisen
  - Production exécutive : Richard Vane
- Société de production : Universal Pictures, Apatow Productions, Relativity Media et Spyglass Entertainment
- Société de distribution : Universal Pictures - EuropaCorp
- Budget : 40 millions de dollars[2]
- Pays de production :  États-Unis
- Langue originale : anglais
- Genre : comédie
- Durée : 109 minutes
- Dates de sortie en salles :
  - États-Unis : 4 juin 2010
  - Belgique : 11 août 2010
  - France : 1er septembre 2010

## Distribution

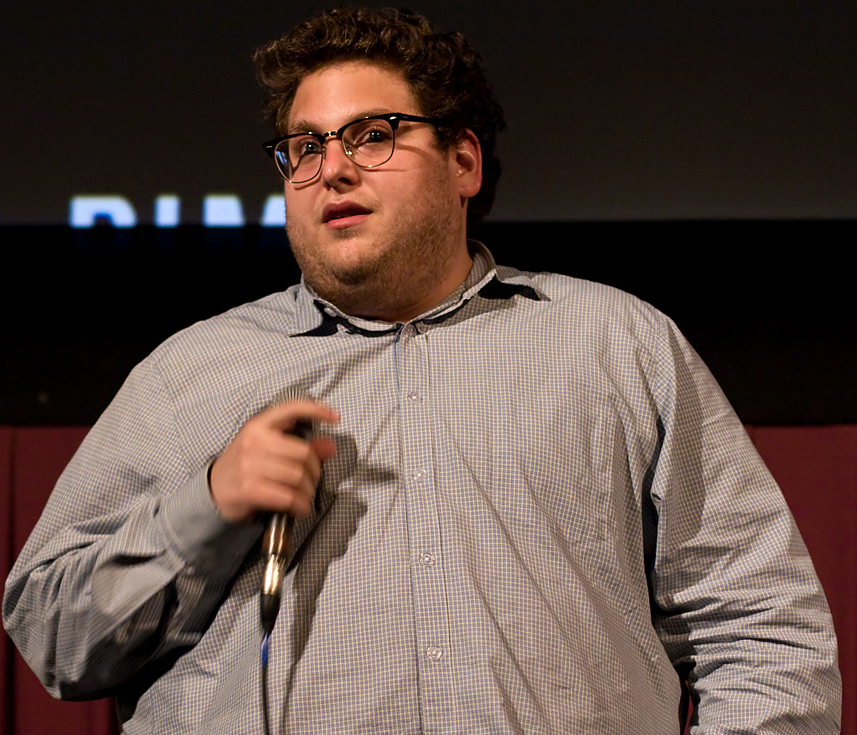
Jonah Hill, l'un des acteurs principaux, lors d'un panel du film à Austin, au Texas le 13 mai 2010.

- Jonah Hill (VF : Guillaume Bouchède ; VQ : Olivier Visentin) : Aaron Green
- Russell Brand (VF : Anatole de Bodinat ; VQ : Hugolin Chevrette) : Aldous Snow
- Elisabeth Moss (VF : Sara Viot ; VQ : Aurélie Morgane) : Daphne Binks
- Rose Byrne (VF : Clotilde Morgiève ; VQ : Bianca Gervais) : Jackie Q
- Sean Combs (VF : Lucien Jean-Baptiste ; VQ : Jean-François Beaupré) : Sergio Roma
- Aziz Ansari (VF : Jérémy Prévost) : Matty
- Nick Kroll (VF : Stéphane Fourreau) : Kevin
- Ellie Kemper : une collègue d'Aaron
- Kali Hawk (VF : Marion Koen) : Chantal
- Jake Johnson : Jazz Man
- Colm Meaney (VF : Jean-Jacques Moreau ; VQ : Manuel Tadros) : Jonathan Snow
- Karl Theobald : l'assistant d'Aldous
- Carla Gallo (VF : Anneliese Fromont ; VQ : Claudia-Laurie Corbeil) : Destiny
- T.J. Miller : Brian
- Neal Brennan : le colocataire de Brian
- Lino Facioli (VF : Pierre Bourayou) : Naples
- Kristen Schaal : l'assistante de production du Today Show
- Dinah Stabb (VF : Colette Venhard) : Lena Snow
- Kristen Bell (VQ : Aline Pinsonneault) : Sarah Marshall

Et, dans leurs propres rôles :
- Lars Ulrich
- Tom Felton
- Christina Aguilera
- Pink
- Kurt F. Loder
- Meredith Vieira
- Mario López
- Pharrell Williams
- Paul Krugman
- Rick Schroder
- Zöe Salmon
- Billy Bush
- Rachel Roberts
- Meghan Markle (non créditée)
- Dee Snider (non crédité)
- Holly Weber (non créditée)

Sources et légendes : Version française (VF) sur Symphonia Films (la société de doublage) et AlloDoublage.

## Production

### Choix de la distribution
Emily Blunt est annoncée pour incarner Jackie Q, mais elle se retire du projet et est remplacée par Rose Byrne.
Russell Brand incarne pour la seconde fois Aldous Snow après Sans Sarah, rien ne va ! Jonah Hill fait aussi partie de la distribution des deux films, mais n'incarne pas le même personnage. Kristen Bell, qui incarnait Sarah Marshall dans le précédent film, fait un caméo.

## Accueil

### Accueil critique
Get Him to the Greek est bien accueilli par la critique, il a obtenu 74 % des critiques sur Rotten Tomatoes qui ont donné au film un avis positif sur 130 commentaires, avec une note moyenne de 6,4/10. Le consensus critique est : « Grâce à un script raisonnablement paillard et aux performances de Jonah Hill et Russell Brand, Get Him to the Greek est une des comédies les plus drôles de l'année. ». Sur Metacritic, le film a une moyenne de 64 sur 100, sur la base de 36 commentaires.
Roger Ebert du Chicago Sun-Times a donné au film trois étoiles sur quatre en disant que « sous une couche de burlesque, de gags à bon marché, d'humour paillard, de comédie physique jusqu'à l'excès, Get Him to the Greek est aussi, fondamentalement, un bon film ». De nombreux sites ont donné le film des critiques favorables, les sites web comme The Film Stage et First Showing l'ont apprécié[réf. nécessaire].

### Box-office
| Pays ou région | Box-office     | Date d'arrêt du box-office | Nombre de semaines |
| -------------- | -------------- | -------------------------- | ------------------ |
| Mondial        | 91 261 479 USD | 17 juillet 2011            | ?                  |
| États-Unis     | 60 974 475 USD | 12 août 2010               | 10                 |
| France         | 29 957 entrées | 15 septembre 2010          | 3                  |

Aux États-Unis, Get Him to the Greek débute à la seconde place du box-office derrière Shrek 4 en récoltant 17,4 millions de dollars de recettes,,, (soit 14,6 millions d'euros).